# 札幌北郵便局
札幌北郵便局（さっぽろきたゆうびんきょく）は北海道札幌市北区にある郵便局。民営化前の分類では集配普通郵便局であった。

## 概要
住所：〒001-8799 北海道札幌市北区新琴似4条2丁目12-5

## 沿革
- 1975年（昭和50年）6月30日 - 札幌北郵便局として、札幌市北区新琴似4条2丁目に開局[1]。
- 1976年（昭和51年）6月10日 - 風景入通信日付印の使用を開始。
- 1998年（平成10年）9月1日 - 外国通貨の両替および旅行小切手の売買に関する業務取扱を開始。
- 2007年（平成19年）10月1日 - 民営化に伴い、併設された郵便事業札幌北支店に一部業務を移管。
- 2012年（平成24年）10月1日 - 日本郵便株式会社の発足に伴い、郵便事業札幌北支店を札幌北郵便局に統合。
- 2017年（平成29年）4月1日 - ゆうゆう窓口の24時間営業を廃止。

## 取扱内容
- 郵便、印紙、ゆうパック、チルドゆうパック、内容証明
- 貯金、為替、振替、振込、国際送金、外貨両替、国債、投資信託
- 生命保険、バイク自賠責保険、自動車保険、がん保険、引受条件緩和型医療保険、変額年金保険
- 地方公共団体事務（札幌市敬老優待乗車証の交付、札幌市家庭用指定袋の交付）
- ゆうちょ銀行ATM
- 札幌市北区内の一部地域の集配業務：主に北10条以北の条丁目（北海道大学構内を除く）、新川、新琴似地区（郵便番号001-XXXX地域）
- ゆうゆう窓口

## 周辺
- 札幌市北区体育館
- 札幌市新琴似図書館
- 札幌市立新琴似中学校
- 札幌市立新琴似小学校
- 札幌市立新琴似南小学校
- 国道5号
- 国道231号

## アクセス
- JR札沼線（学園都市線） 新琴似駅から南西へ約1.3km（徒歩約14分）、同線 新川駅から北へもしくは札幌市営地下鉄南北線 麻生駅から西へそれぞれ約1.4km（徒歩約16分）
- JR北海道バス 新琴似3条1丁目停留所、北海道中央バス 新琴似2条2丁目停留所もしくは新琴似6条3丁目停留所下車
- 札樽自動車道 札幌北ICから北西へ約2km
- 駐車場あり：17台